# Palacio de Moritzburg

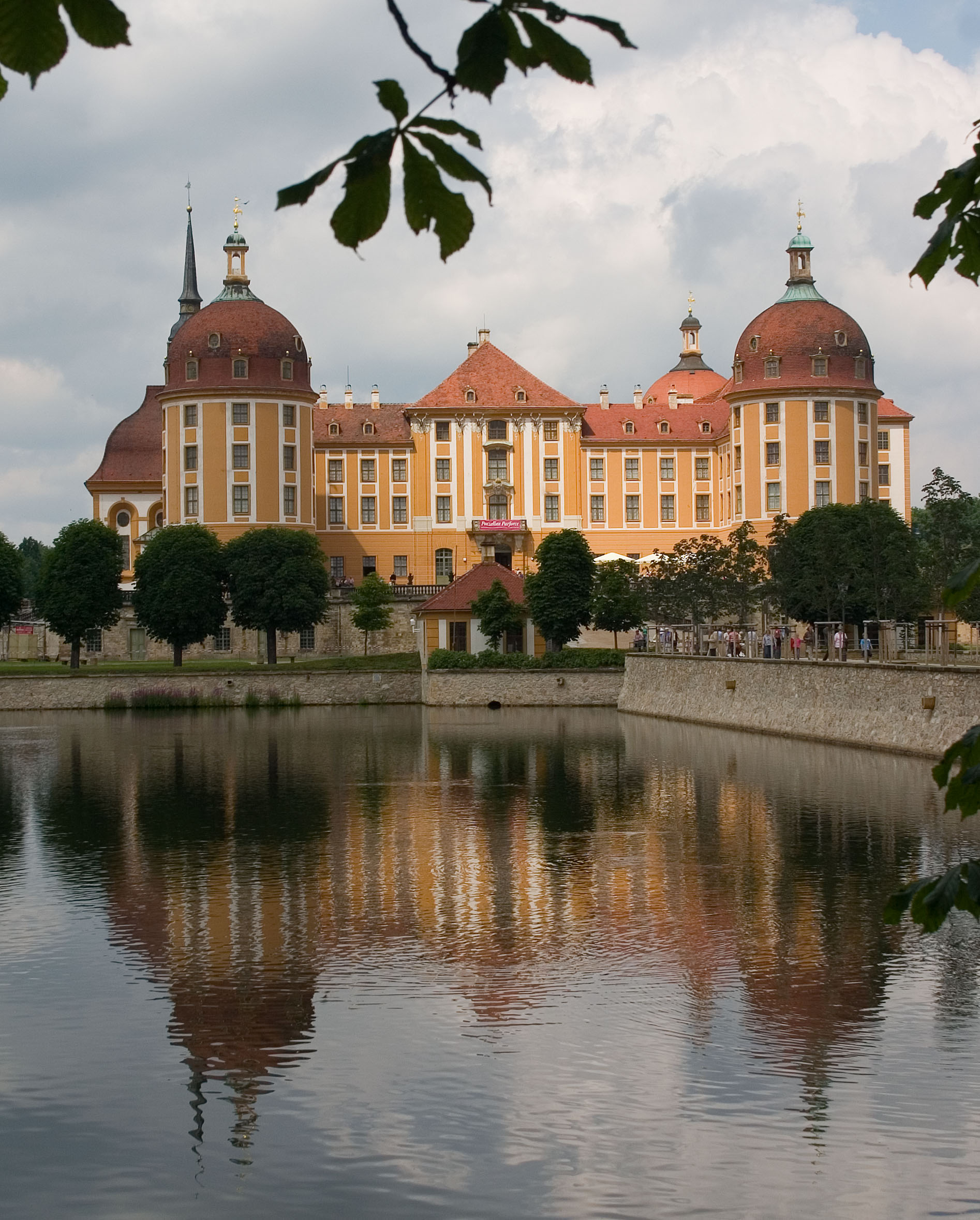
Schloss Moritzburg, Sajonia.

El castillo (o palacio) de Moritzburg (en alemán: Jagdschloss Moritzburg) es un palacio barroco alemán en la pequeña ciudad de Moritzburg, en el estado federado alemán de Sajonia. Se encuentra cerca de la ciudad de Dresde.
Fue construido entre 1542-1546 como un pabellón de caza para el duque Mauricio de Sajonia y recibió su aspecto actual en el siglo XVIII bajo el mando de Augusto el Fuerte.. La capilla fue añadida entre 1661 y 1671 según los diseños de Wolf Caspar von Klengels y es un buen ejemplo del estilo barroco temprano.
El castillo, cuyo eje principal corre de sur a norte, se eleva sobre una isla artificial en el estanque del castillo. El edificio barroco de cuatro alas con sus cuatro torres conectadas directamente con el edificio principal descansa sobre un nivel de sótano parecido a un pedestal. Ocho antiguas casas de guardia se agrupan en la isla alrededor del castillo. La integración armoniosa en el paisaje del castillo se completa por el norte con los jardines posteriores.  Los bosques y lagos de los alrededores han sido un área de caza favorita de los electores y reyes de Sajonia. 

## Galería de imágenes

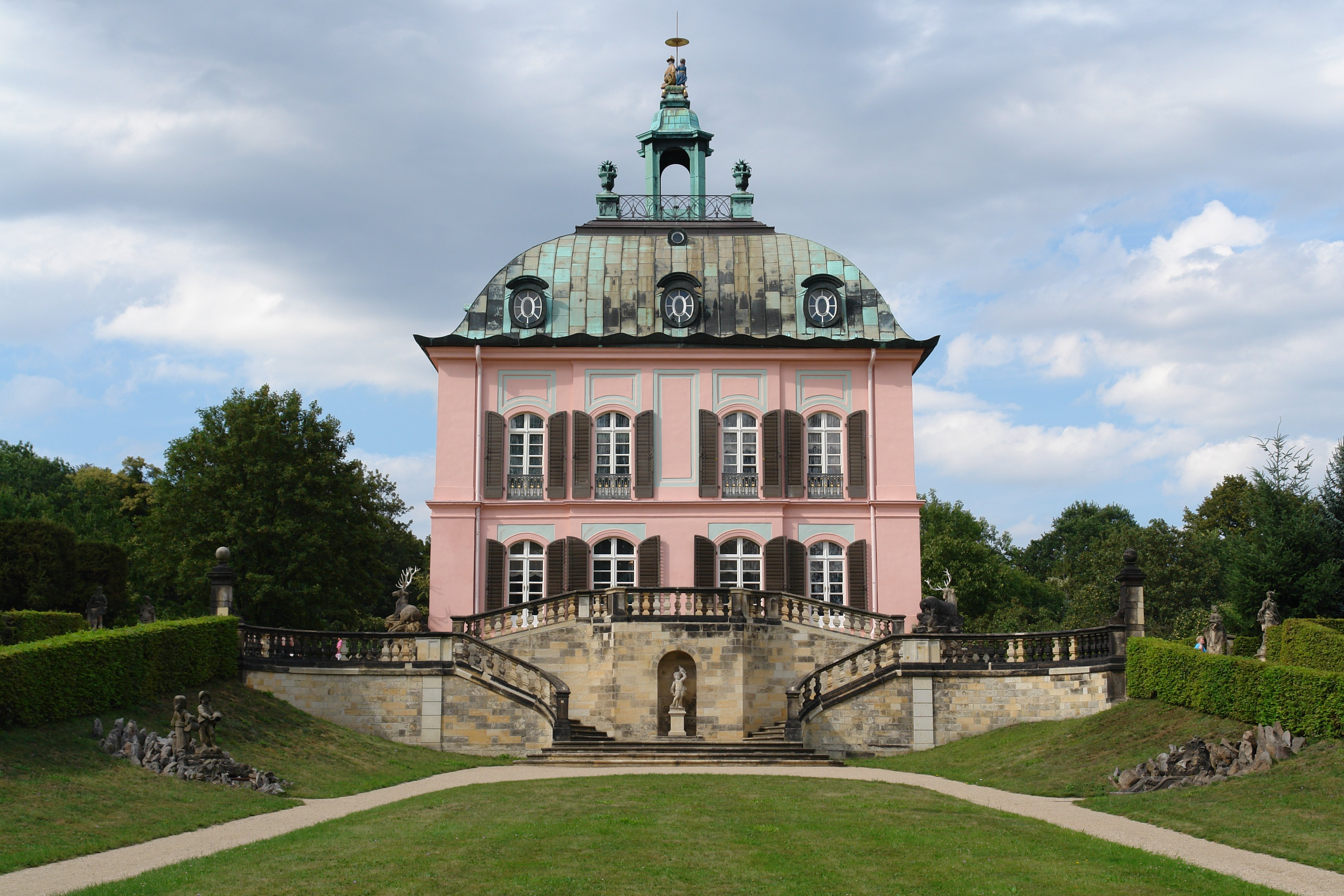
Palacete de los faisanes.
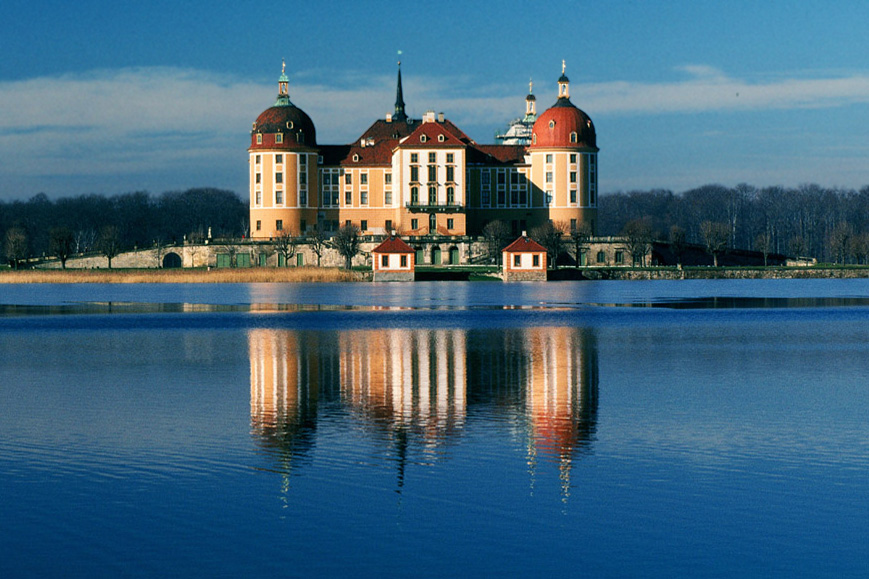
Vista desde el este.
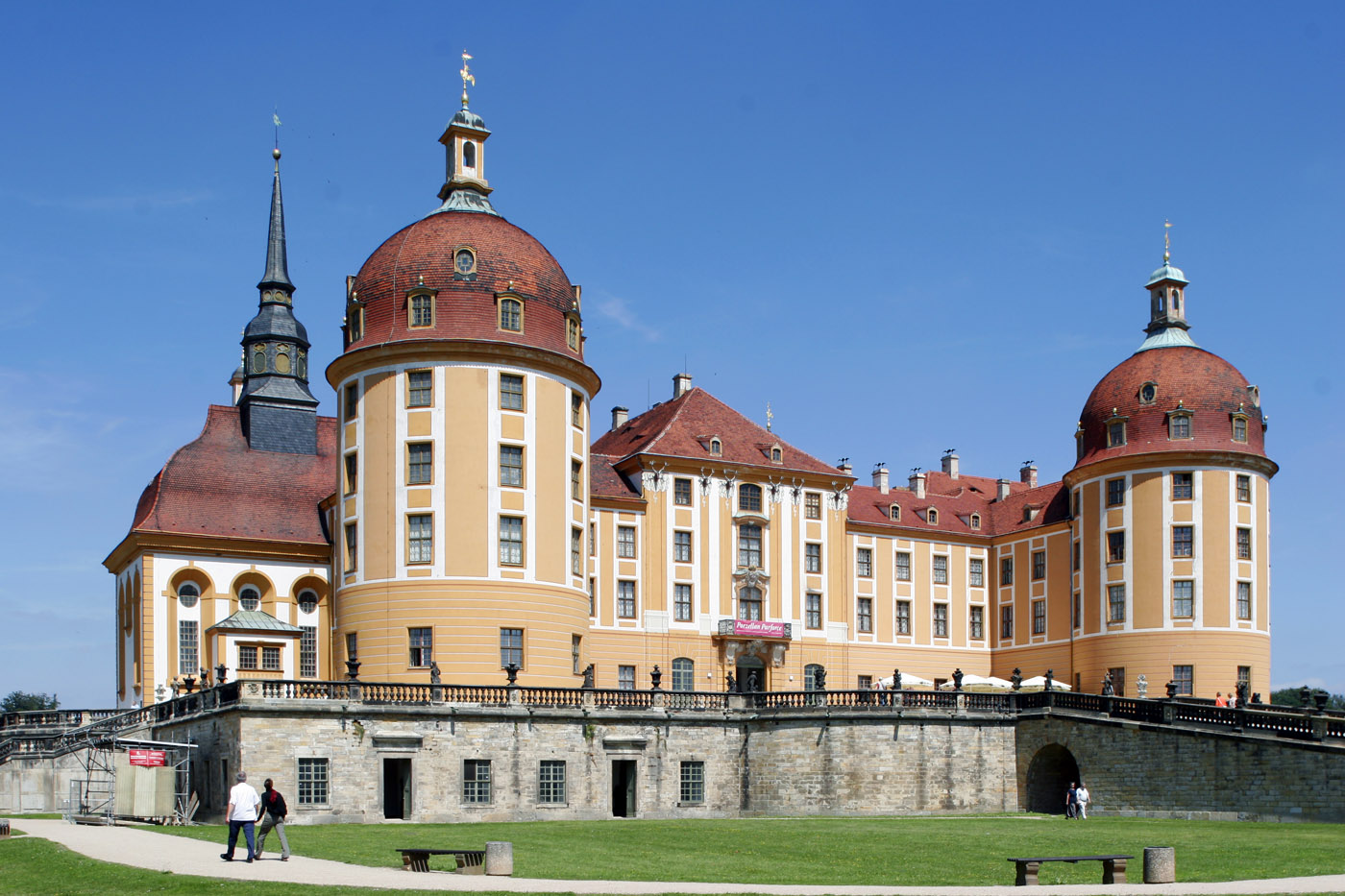
Vista desde el sudoeste.
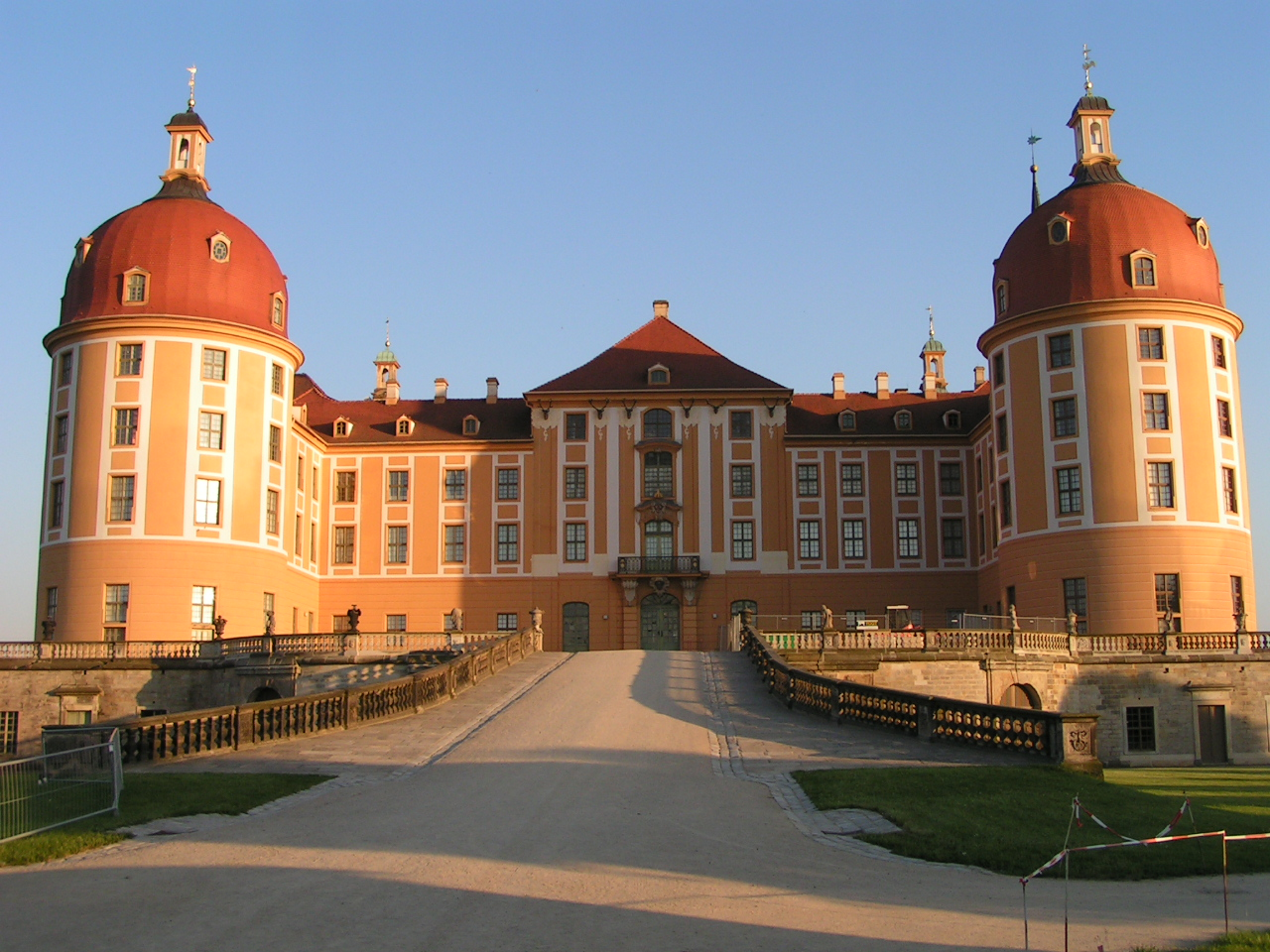
Bajo los rayos del sol.
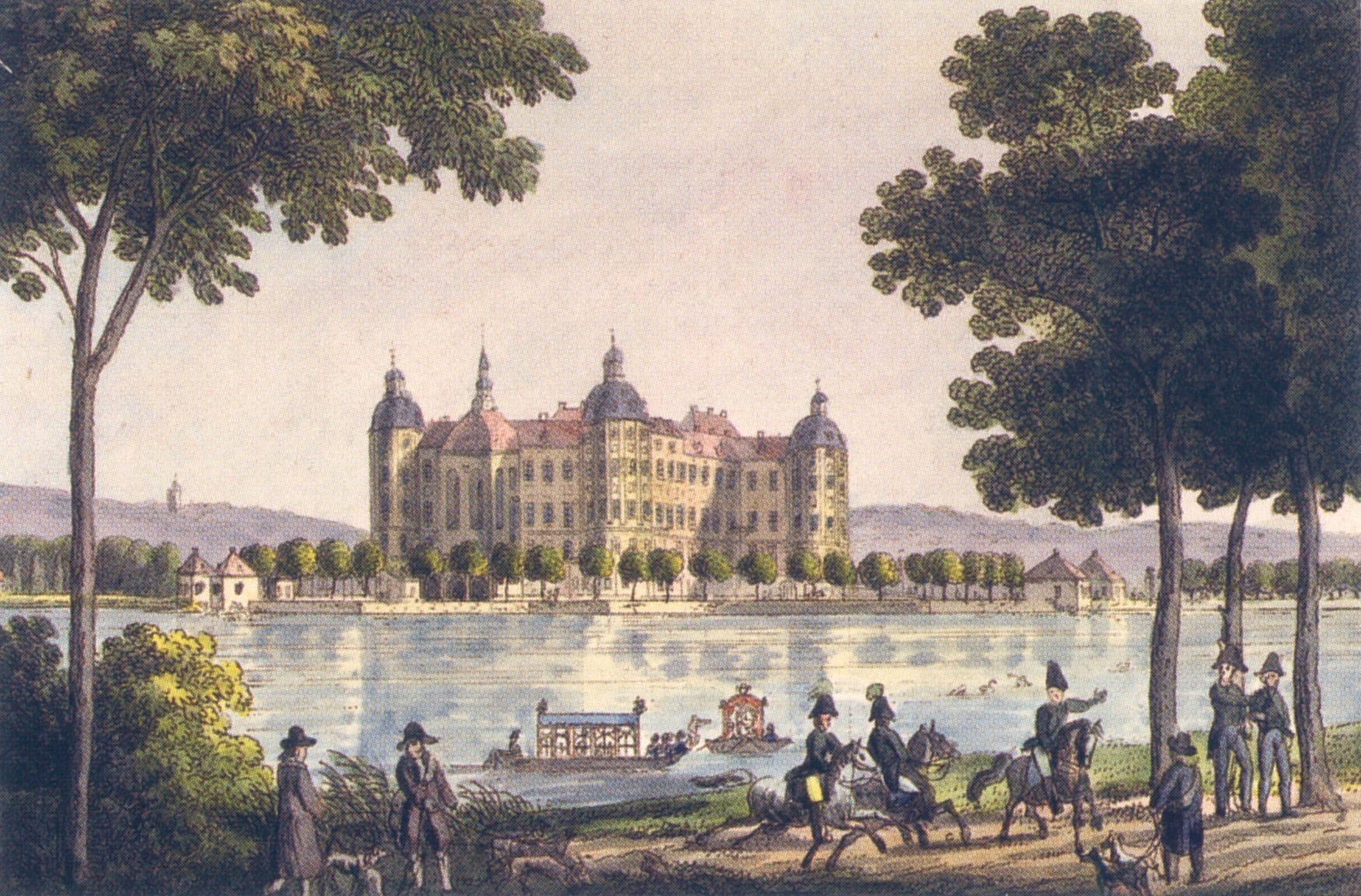
Hacia 1800.